# Sosthene Taroum Moguenara
Sosthene Taroum Moguenara (ur. 17 października 1989) – niemiecka lekkoatletka specjalizująca się w skoku w dal.
Była czwartą zawodniczką młodzieżowych mistrzostw Europy w Kownie w 2009, a w 2010 odpadła w eliminacjach podczas halowych mistrzostw świata. W 2011 zdobyła brązowy medal młodzieżowych mistrzostw Europy oraz bez sukcesów startowała na mistrzostwach świata w Daegu. W 2014 była dziewiąta na mistrzostwach Europy w Zurychu. Wicemistrzyni halowych mistrzostw Starego Kontynentu w Pradze (2015).
Medalistka mistrzostw Niemiec (m.in. dwa złote medale w hali: 2009 i 2010 oraz złoto na stadionie w 2013) oraz reprezentantka kraju w meczach międzypaństwowych w różnych kategoriach wiekowych.
Rekordy życiowe: stadion – 7,16 (28 maja 2016, Weinheim); hala – 6,86 (11 stycznia 2015, Saarbrücken).

## Osiągnięcia
| Rok  | Impreza                                 | Miejsce        | Lokata            | Wynik |
| ---- | --------------------------------------- | -------------- | ----------------- | ----- |
| 2009 | Młodzieżowe mistrzostwa Europy          | Kowno          | 4. miejsce        | 6,69  |
| 2010 | Halowe mistrzostwa świata               | Doha           | el. – 11. miejsce | 6,37  |
| 2011 | Młodzieżowe mistrzostwa Europy          | Ostrawa        | 3. miejsce        | 6,74  |
| 2011 | Mistrzostwa świata                      | Daegu          | el. – 31. miejsce | 6,02  |
| 2012 | Igrzyska olimpijskie                    | Londyn         | el. – 20. miejsce | 6,23  |
| 2013 | Superliga drużynowych mistrzostw Europy | Gateshead      | 5. miejsce        | 6,28  |
| 2013 | Mistrzostwa świata                      | Moskwa         | 12. miejsce       | 6,42  |
| 2014 | Halowe mistrzostwa świata               | Sopot          | el. – 10. miejsce | 6,44  |
| 2014 | Mistrzostwa Europy                      | Zurych         | 9. miejsce        | 6,38  |
| 2015 | Halowe mistrzostwa Europy               | Praga          | 2. miejsce        | 6,83  |
| 2015 | Superliga drużynowych mistrzostw Europy | Czeboksary     | 3. miejsce        | 6,79  |
| 2015 | Mistrzostwa świata                      | Pekin          | el. – 27. miejsce | 6,23  |
| 2016 | Igrzyska Olimpijskie                    | Rio de Janeiro | 10. miejsce       | 6,61  |
| 2018 | Halowe mistrzostwa świata               | Birmingham     | 3. miejsce        | 6,85  |
| 2018 | Mistrzostwa Europy                      | Berlin         | el. – 17. miejsce | 6,54  |